# 氷河流 (声優)
氷河流（ひかる）は、日本の男性声優。主にアダルトゲームに出演している。
ウェブラジオの『Radioうーぶり屋』の第13回にゲスト出演した際には、好きな声優として緑川光を挙げている。

## 出演作品
主役は太字。

### ゲーム
- 沙耶の唄（匂坂郁紀[1]）
- 月は東に日は西に 〜Operation Sanctuary〜（久住直樹、天ヶ崎祐介）
- オーガストファンBOX（久住直樹、天ヶ崎祐介）
- Maple Colors（佐久良次郎）
- CARNIVAL（木村学）
- プリンセスうぃっちぃず（御堂真樹）
  - プリンセスうぃっちぃず EXCELLENT
- 恋姫†無双 〜ドキッ☆乙女だらけの三国志演義〜（左慈[2]）
- 星の王女3 〜天・地・人の創世記〜（ツキヨミ[3]）
  - 星の王女3 〜天・地・人の創世記〜 全年齢版（ツキヨミ[4]）
- 斬魔大聖デモンベイン（マスターテリオン[5]）
- 桃華月憚（桜右近[6]）
- はっぴぃ☆マーガレット!（須凰悠綺）
- リトルバスターズ!エクスタシー（棗恭介、マスク・ザ・斉藤）
- 装甲悪鬼村正（雪車町一蔵[7]）
- いろとりどりのセカイ（霧島時雨[8]）
  - いろとりどりのヒカリ（霧島時雨[9]）
- 真剣で私に恋しなさい!S（京極彦一[10]）
  - 真剣で私に恋しなさい!A（京極彦一）

#### BLゲーム
- コイビト遊戯（藍川周平[11]）
- 神学校 -Noli me tangere-（レオニード・オーウェン[12]）
  - 神学校-The Gift（レオニード・オーウェン[13]）
- ティルナサーガ 少年王奇譚（ファルショア・マシリ）
- メイド★はじめました〜ご主人様のお世話いたします♥〜（北斗遙[14]）
- 『悪魔教師 -it's time for Torture-』（鬼ヶ谷[15]）

#### 乙女ゲーム
- バトラーズ〜召しませお嬢様〜（右京真治[16]）
  - バトラーズ〜召しませお嬢様〜ナイトモード（右京真治）

### OVA
- Maple Colors 第二幕 青春H編（佐久良次郎[17]）

### ドラマCD
- 月は東に日は西にシリーズ（久住直樹）
  - 月は東に日は西に~groovin’white vacation vol.1~
  - 月は東に日は西に~groovin’white vacation vol.2~
- メイド★はじめました〜ご主人様のお世話いたします♥〜（北斗遙）
- コイビト遊戯（藍川周平）
- S-TRIPPER Episode3 「First Love」（光世）
- バトラーズ 〜鈴蘭屋敷の異邦人〜シリーズ（右京真治）
  - バトラーズ〜鈴蘭屋敷の異邦人〜 Vol.1右京編[18]
  - バトラーズ〜鈴蘭屋敷の異邦人〜 Vol.2クリス編[19]
  - バトラーズ〜鈴蘭屋敷の異邦人〜 Vol.3紫堂編[20]
  - バトラーズ〜鈴蘭屋敷の異邦人〜 Vol.4藤盛編[21]
  - バトラーズ〜鈴蘭屋敷の異邦人〜 Vol.5杉浦編[22]
- 星月夜 〜星の王女3 ドラマCD&携帯電話着信ボイス集&システムボイス集〜（ツキヨミ）